# Club Bowie
Club Bowie is een remixalbum van de Britse muzikant David Bowie, uitgebracht in 2003. Op het album staan zeldzame clubremixen van enkele van Bowie's grootste hits.

## Tracklist
1. "Loving the Alien" - (The Scumfrog vs. David Bowie) (Bowie) – 8:21
2. "Let's Dance" - (Trifactor vs. Deeper Substance remix) (Bowie) – 11:02
3. "Just for One Day" (""Heroes"") - (David Guetta vs. Bowie) (Bowie, Brian Eno, David Guetta) – 6:37
4. "This is not America" - (The Scumfrog vs. David Bowie) (Bowie, Lyle Mays, Pat Metheny) – 9:12
5. "Shout" ("Fashion") - (Solaris vs. Bowie) (Bowie) – 8:02
6. "China Girl" - (Riff & Vox Club mix) (Bowie, Iggy Pop) – 7:08
7. "Magic Dance" (Danny S Magic Party remix) (Bowie) – 7:39
8. "Let's Dance" - (Club Bolly extended mix) (Bowie, Anita Kaur, Navin Kumar Singh) – 7:56
9. "Let's Dance" - (Club Bolly mix) (Video) (Bowie, Kaur, Singh) – 3:52
  - Muziekvideo